# Luis Doldan Centurion
Luis Doldan Centurion (n. Itá, 19 de enero de 1938 - 4 de julio de 2015) fue un exfutbolista Paraguayo, que desempeñaba como delantero, apodado cabecita de oro.

## Clubes
| Clubes           | Pais     | Año         |
| ---------------- | -------- | ----------- |
| Sportivo Iteño   | Paraguay | 1959        |
| Olimpia          | Paraguay | 1959 - 1963 |
| Sportivo Luqueño | Paraguay | 1968 - 1969 |
| Betis            | España   | 1970        |
| Calvo Sotelo     | España   | 1971        |